# Sober (песня Пинк)
«Sober» (рус. Трезвая) — песня американской певицы Пинк, второй сингл из её пятого альбома Funhouse. Она была написана Nate «Danja» Hills, Карой ДиоГуарди, 333 Productions, Марселлой Арэйка и самой Pink. Трек был спродюсирован Danja, Тони Канэлом, 333 Productions и Джимми Гарри.
Песня получила ротацию на радио в Австралии на станции Today Network и the Hot 30 Countdown и стала хитом. В США «Sober» дебютировал на 53 строке в Billboard Hot 100 и достиг пика на 15, став её вторым синглом топ-20 с этого альбома, после оглушительного успеха So What. Pink была номинирована на 52-й церемонии «Грэмми» за «Лучший женский поп-вокал».

## Значение песни
Песня была написана на вечеринке, устроенной в её доме, где все были пьяны, или все пьяны кроме неё. Она захотела, чтобы все гости ушли. Певица ушла на пляж и придумала строку "Буду ли я себя чувствовать также трезвой? («How do I feel so good sober?»). В конечном счёте это не имело отношения к алкоголю, а к конкретному состоянию. «Буду ли я себя также хорошо чувствовать, ни от кого не зависимая?» — сказала Pink в интервью. Певица также заявила, что песня была одна из самых мрачных, которую написала с альбома. «Sober — это такая мрачная, грустная песня. И она о выборах, которые мы делаем, и эта идея пришла мне в голову, типа „Буду ли я также себя чувствовать когда протрезвею?“……Не знаю, что сказать, это просто реально, реально личная красивая песня, одна из моих любимых…»

## Появление в чарте
«Sober» сделала дебют в австралийском ARIA Singles Chart, заняв 16 строку, и достигнув пика на 6 номере. В Australian Airplay chart она была самой прослушиваемой песней, достигшей 1 строки, оставаясь там 4 недели. В Новой Зеландии «Sober» дебютировал 35 строкой 10 ноября 2008 и достиг пика на 7 строке.
В издании Billboard от 13 декабря «Sober» официально дебютировал на 53 строке в Billboard Hot 100 и поднялся до 15 номера на сегодняшний момент, став для Pink её вторым топ-20 в Funhouse. В Adult Top 40, она поднялась до #1, став её третьей верхушкой подряд в чарте вместе с «Who Knew» и «So What». Это первый раз, когда артист попал 3 раза подряд на первую строку Adult Top в 40 истории чарта, а также первый раз, когда артистка возглавила 3 первые строки в чарте. «Sober» был распродан в количестве более 1 000 000 цифровых копий в США, став второй песней, разошедшейся миллионным тиражом с альбома Funhouse.
В Европе она дебютировала 15 строкой в European Hot 100 по результатам от 27 декабря, на следующей неделе достигнув пика на 12 строке. Также в Канаде она сделала свой дебют в 'Hot Shot Debut' на 66 строке в Canadian Hot 100 по результатам от 15 декабря, основанного на закачках, но 4 декабря она снова вошла в чарт, достигнув пика на 31 строке и потом поднялась до 15 номера. По результатам от 14 февраля 2009 «Sober» попал в топ-10 Canadian Hot 100, достигнув пика на 10 строке, став для Pink вторым хитом топ-10 с альбома Funhouse в Канаде. На сегодняшний момент её наивысший пик был на 8 строке.
В Нидерландах «Sober» дебютировала 26 номером в топ-40 (продажами синглов и радиоэфиром) только благодаря радиоэфиру. На настоящий момент Sober остается на 3 строке, став её самым высоким синглом в чарте со времен «Get the Party Started» в 2001. В чарте 25 декабря 2008 «Sober» вошла в Dutch Hot 100 Single Charts 82 строкой, её самый низкий дебют в чарте за всю историю, однако благодаря праздникам, чарты были опубликованы за 3 дня до нормальной даты. Вместе с тем, на следующей неделе"Sober" передвинулся на 30 строк вверх до 52, став самым быстрым поднявшимся синглом. На данный момент она держится на 3 строке.
28 декабря 2008, «Sober» вошёл в UK Singles Chart на #80. 4 января 2009 «Sober» передвинулась на #65. 11 января «Sober» поднялась до топ40 на #37. 18 января «Sober» снова поднялась до #26. Эти позиции были основаны на только закачках. «Sober» была выпущена физически 19 января 2009 в Великобритании. За счет физического релиза «Sober» поднялась до #9 в Великобритании, став вторым подряд топ-10 хитом Pink с альбома «Funhouse» в Великобритании, и её 14 топ-10 хитом в общем в UK Singles Chart. Она также стала третьим хитом топ-20 с Funhouse, до настоящего времени.

## Клип

Pink и её призрак-двойник в ванной на вечеринке, в клипе «Sober».

Клип был снят в последние дни сентября в Стокгольме, Швеция. Живое видео из Лондона было использовано в Австралии и Новой Зеландии, чтобы прорекламировать песню до того, как вышел официальный клип 25 ноября 25. Его режиссёром стал Юнас Окерлунд.
Клип начинается с пейзажей города, а потом маленького телевизора, включенного в спальне Pink, где она появляется в нём в белом одеянии. Начинается песня и Pink показана в спальне, лежащая на кровати одна, и как она заходит в дверь комнаты. Когда начинается клип, Pink сидит на диване на вечеринке, где её призрак-двойник напивается и флиртует с различными девушками и парнями. Двойника Pink рвет в ванной. Pink входит в ванную и садится рядом со своим двойником, который кажется взбудораженным и потом уходит. Теперь она лежит в кровати, ей звонит двойник, но Pink не отвечает на этот звонок. Когда начинается припев, Pink показана поющей в кровати в спальне и на диване на вечеринке. Затем показывается белая комната, где Pink одета в белое в парике со стрижкой под «пажа». Во втором куплете — на том же месте. Когда начинается припев, Pink заходит в комнату, где проводилась вечеринка, где все вырубились от пьянки, включая её двойника. Когда песня доходит до кульминации, начинается переход, и Pink шлёпает и целует двойника в постели. Эта сцена была вырезана многими ТВ каналами. Различные сцены с видео потом были показаны. Видео заканчивается тем, что Pinks выходит из дверей спальни, оставляя другую Pink одну.
«Sober» — это второй самый просматриваемый клип на Music Video на официальном канале YouTube Pink, у которого были более чем 25 миллионов зрителей начиная с 3 марта 2010.

## Список композиций и форматы
- 5"SCD

1. «Sober» — 4:11
2. «When We’re Through» — 4:22

- MCD

1. «Sober» — 4:14
2. «When We’re Through» — 4:22
3. «Sober» [Bimbo Jones Radio Edit] — 3:04
4. «Sober» [Junior’s Spinning Around Tribal Dub] — 9:00
5. «Sober» (Enhanced video)

- Promo CD

1. «Sober» — 4:13

## Чарты
| Чарты (2008)                    | Наивысшая позиция |
| ------------------------------- | ----------------- |
| Australian ARIA Singles Chart   | 6                 |
| Austrian Singles Chart          | 4                 |
| Belgium Ultratop 50 (Flanders)  | 10                |
| Belgium Ultratop 50 (Wallonia)  | 11                |
| Canadian Hot 100                | 8                 |
| Czech Republic Airplay Chart    | 1                 |
| Danish Singles Chart            | 14                |
| Dutch Singles Chart             | 3                 |
| European Hot 100 Singles        | 6                 |
| Finnish Singles Chart           | 8                 |
| German Singles Chart            | 3                 |
| Greek Airplay Chart             | 12                |
| Irish Singles Chart             | 12                |
| New Zealand RIANZ Singles Chart | 7                 |
| Polish Airplay Chart            | 1                 |
| Swiss Singles Chart             | 5                 |
| Swedish Singles Chart           | 12                |
| Turkey Top 20 Chart             | 17                |
| UK Singles Chart                | 9                 |
| U.S. Billboard Hot 100          | 15                |

### End of Year Charts
| Год  | Чарт                              | Место |
| ---- | --------------------------------- | ----- |
| 2008 | Australian ARIA End of Year Chart | #54   |
| 2009 | Australian ARIA End of year Chart | #91   |
| 2009 | German Singles Chart              | #30   |

### Сертификации
| Страна         | Сертификация | Продажи    |
| -------------- | ------------ | ---------- |
| США            | Платина      | 1,750,493  |
| Австралия      | 2x Платина   | 140,000    |
| Германия       | Золото       | 150,000    |
| Австрия        | Золото       | 15,000     |
| Новая Зеландия | Золото       | 7,500      |
| По всему миру  | 2x Платина   | 4,480,000+ |

## История релиза
| Регион         | Дата            | Формат                      | Лейбл      |
| -------------- | --------------- | --------------------------- | ---------- |
| США            | 4 ноября 2008   | Digital download            | Sony Music |
| Австралия      | 15, ноября 2008 | Digital download, CD single | Sony Music |
| Германия       | 5 декабря 2008  | Digital download, CD single | Sony Music |
| Великобритания | 19 января 2009  | Digital download, CD single | Sony Music |